# تمريض الأطفال

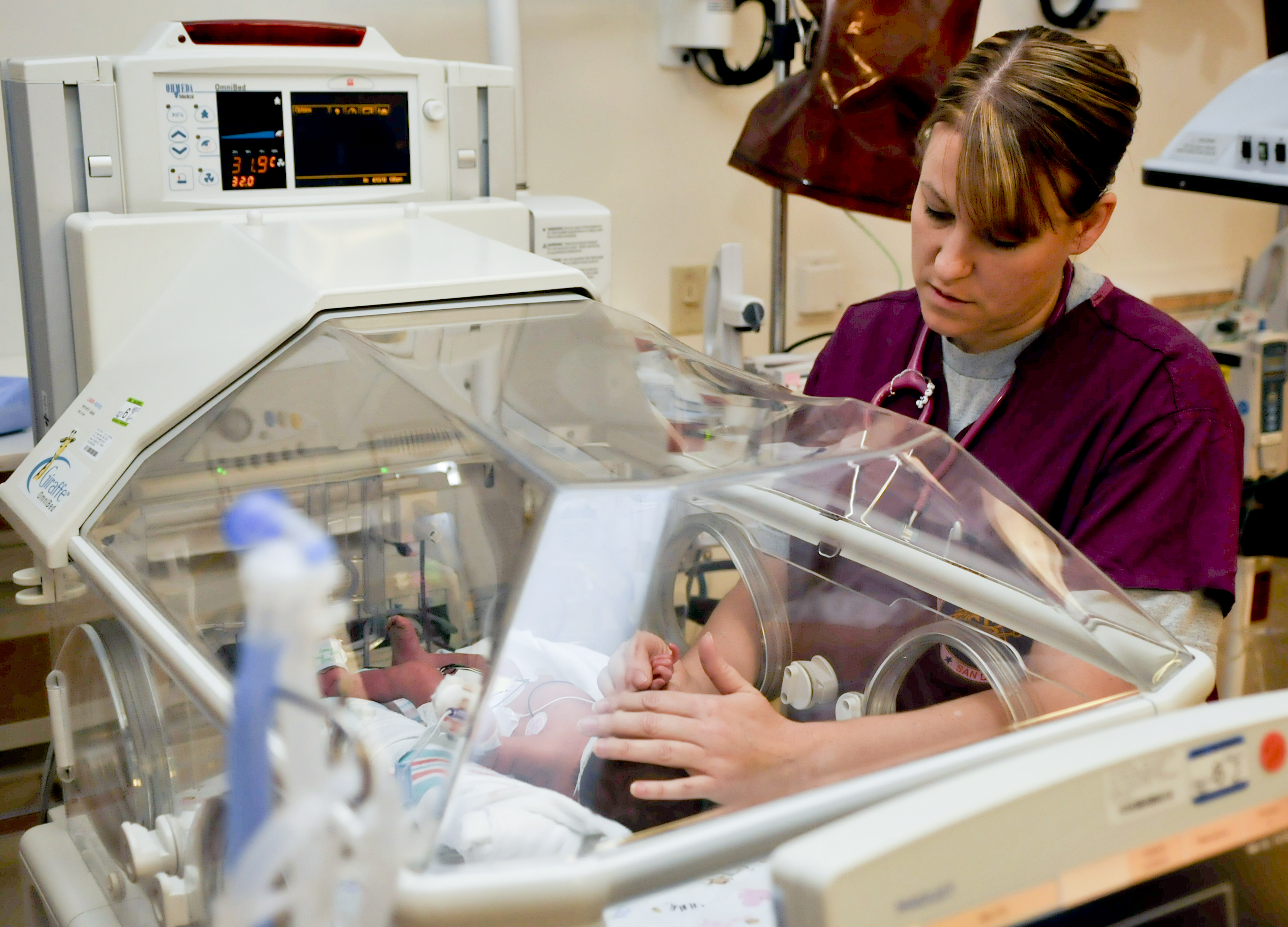
فحص طفل رضيع مولود جديد

تمريض الأطفال هو الرعاية الطبية المقدمة للأطفال حديثي الولادة والأطفال حتى سن المراهقة.إما في المستشفى والمراكز الصحية.
تأتي كلمة طب الأطفال من الكلمة اليونانية " Paedia " التي تعني طفل وكلمة " iatrike " والتي تعني طبيب  ، وكلمة Paediatrics تهجئه بريطانية واستراليه، كلمة Pediatric تهجئه الولايات المتحدة الأمريكية.

## نظرة عامة

### العناية التمريضية المباشرة
يتمثل الدور الرئيسي لتمريض الأطفال في إدارة الإجراءات وإعطاء الأدوية وفقا لخطط الرعاية المقررة.
كما يقوم الممرضين بتقييم وضع المريض باستمرار من خلال مراقبة العلامات الحيوية، وتطوير مهارات الاتصال والتواصل بين أفراد الأسرة والفريق الطبي.
كما أن الدعم النفسي والمعنوي للأطفال والأسرة يعتبر أحد مكونات الرعاية الصحية المباشرة.
أن الوعي بمخاوف الأطفال والآباء والأمهات ومحاولة تخفيف ذلك والحضور الجسدي في أوقات التوتر ومساعدة الأطفال والأسرة على التأقلم كلها جزء من العمل.

### ممرض حديثي الولادة
هو فرع من الرعاية الصحية القائم على التركيز في توفير رعاية ودعم للأطفال حديثي الولادة، الأطفال الذين ولدوا قبل الأوان أو الذين يعانون من أي مشاكل صحية مثل العيوب الخلقية، الذين يعانون من أي عدوى، أو تشوهات القلب.

### ممرض طوارئ الأطفال
من المتوقع أن يكون ممرض الطوارئ سريع التنقل وسريع الاستجابة في المواقف العصيبة والحالات التي تهدد بالحياة.
الرعاية الصحية في الطوارئ الأطفال تتضمن :
- معالجة متعددة الأوجه الإصابات والأمراض بحالات من الهدوء دون السماح للمريض أن يشعر بخطورة الوضع.
- تحقيق الاستقرار والدعم النفسي للمرضى.
- الحد من الألم عن طريق إعطاء الأدوية.
- سرعة التشخيص الحالة وإعطاء الحلول اللازمة.
- مواكبة تطورات الصحية لبيئة العمل باستمرار لتطوير مهارات المعرفة.
- مساعدة المريض والأسرة على تخفيف من الخوف والقلق من المرض.
- الأهم عدم الاستسلام إلى اليأس والمرض في الحالات التي لا تتحسن والتعلم السيطرة على العواطف.

## روابط اضافية
http://nann.org/professional-development/what-is-neonatal-nursing
https://books.google.com/books?id=Um1_7gM-E1wC&printsec=frontcover&dq=pediatric+nursing&hl=en&sa=X&ei=FKv0VKjMF8KcygSB-IDwBw&ved=0CDAQ6AEwAA#v=onepage&q=pediatric%20nursing&f=false
http://www.multibriefs.com/briefs/exclusive/role_of_pediatric_emergency_nursing.html#.Vzsof0xWm00